# Helena Nuzikowska
Helena Nuzikowska (ur. 1874, zm. 30 września 1942 we Lwowie) – polska nauczycielka, publicystka, działaczka oświatowa i społeczna.

## Życiorys
Była uczennicą Zakładu Wychowawczo-Naukowego Kamilli Poh we Lwowie. Następnie, po zdaniu egzamin wydziałowego I grupy, pracowała tam jako nauczycielka. Pełniła funkcję dyrektorki szkoły powszechnej im. Staszica we Lwowie. Działała w Organizacji Narodowej. Od 1911 była członkiem Wydziału Polskiego Towarzystwa Pedagogicznego we Lwowie. Należała też do Polskiego Towarzystwa Pedologicznego. Była członkinią Zarządu Okręgowego, a w latach 1922-1935 Zarządu Głównego Towarzystwa Szkoły Ludowej. W ramach TSL przewodniczyła Kołu Pań. Od czerwca 1925 wiceprzewodnicząca lwowskiego koła Stowarzyszenia Chrześcijańsko-Narodowego Nauczycielstwa Szkół Powszechnych. Działała w Narodowej Organizacji Kobiet. Należała do Straży Mogił Polskich Bohaterów i do sekcji finansowej lwowskiego komitetu wojewódzkiego „Chleb Głodującym Dzieciom” . W 1927 wybrano ją do Rady Szkolnej Miejskiej we Lwowie.
Publikowała m.in. w „Słowie Polskim”, „Przeglądzie Oświatowym” i „Ziemi” . Napisała także rozprawkę pt. „Biskupie miasteczko” dotyczącą Muszyny. Była związana z tą miejscowością przez swoich znajomych Medweckich.